# Slavinia

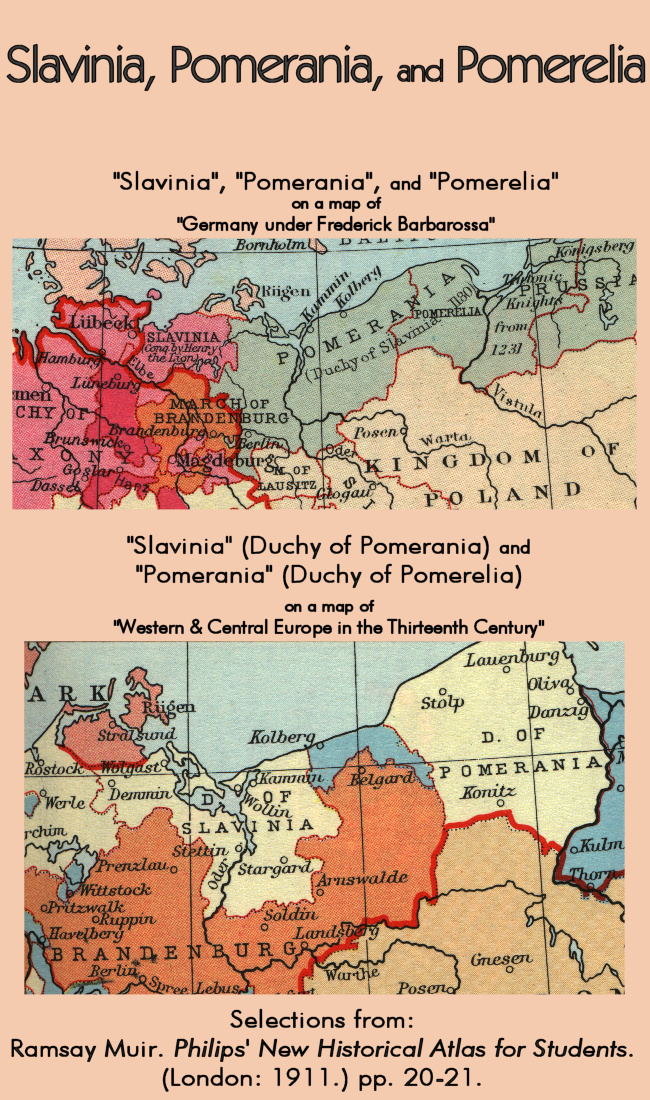
Slavinia, Pomerania và Pomerelia trong thế kỷ 12 và 13

Slavinia (tiếng Đức: Slawien) là một khu vực lịch sử xung quanh đồng bằng sông Oder và đầm phá Szczecin ở Pomerania. Nó là một phần của Đức và Ba Lan ngày nay, cụ thể là Western Pomerania và Farther Pomerania, trải dài từ sông Peene ở phía tây đến Parsta ở phía đông.

## Lịch sử
Từ khoảng năm 1156, công tước Griffin, Bogusław I, con trai lớn của người cai trị đầu tiên của Pomeranian Wartislaw I, cai trị ở quanh Szczecin. Anh ta chiến đấu chống lại công tước Saxon Henry the Lion trong Trận Verchen năm 1164, bị đánh bại và trở thành người dưới trướng của Henry. Khi vào năm 1180 Henry bị lật đổ bởi Hoàng đế Frederick Barbarossa, Bogusław xuất hiện tại trại của hoàng đế gần Lübeck và được giới thiệu với "Slavinia". Biên giới chính xác của lãnh thổ là không xác định, cũng không được công nhận là địa vị của Hoàng gia. Bốn năm sau, Bogusław phải đệ trình lên vua Canute VI của Đan Mạch.
Các công tước Griffin vẫn nằm dưới sự thống trị của Đan Mạch cho đến Trận Bornhöved năm 1227. Dưới sự cai trị của cháu trai của Bogusław, ông Barnim I và con cháu của ông trong thời Trung cổ, Công quốc Pomerania dần dần bị Đức hóa về mặt văn hóa và ngôn ngữ, do sự di cư của những người định cư Đức trong quá trình Ostsiedlung.